# Yves Lancien
Pour les articles homonymes, voir Lancien.
Yves Lancien, né le 18 janvier 1924 à Morlaix (Finistère), et mort à Quincy-Voisins (Seine-et-Marne) le 14 décembre 2014, est un officier militaire et homme politique français.

## Biographie
Yves Lancien est élu en mars 1978 député de la 15e circonscription de Paris où il succède à Eugène Claudius-Petit. Il est réélu en 1981 jusqu'en 1986. Dans les années 1980, il prend part aux Comités d'action républicaine.